# 171-й отдельный лыжный батальон
171-й отдельный лыжный батальон — воинская часть вооружённых сил СССР в Великой Отечественной войне.

## История
Батальон формировался с декабря 1941 года в Молотовской области. При формировании батальон насчитывал в трёх ротах 560 человек.
В действующей армии с 1 февраля 1942 по 1 апреля 1942 года.
В январе 1942 года направлен на Волховский фронт, поступил в распоряжение 2-й ударной армии.
Принимал участие в Любанской операции. В начале февраля 1942 года введён в прорыв, который был создан войсками 2-й ударной армии у Мясного Бора. 6 февраля 1942 года в деревне Дубовик присоединился к 59-й стрелковой бригаде. В ходе боёв февраля-марта 1942 года практически уничтожен.
20 марта 1942 года батальон был расформирован, остатки батальона влились в состав 59-й стрелковой бригады.

## Подчинение
| Дата            | Фронт (округ)    | Армия             | Корпус | Примечания |
| --------------- | ---------------- | ----------------- | ------ | ---------- |
| 01.02.1942 года | Волховский фронт | 2-я ударная армия | -      | -          |
| 01.03.1942 года | Волховский фронт | 2-я ударная армия | -      | -          |